# توفيق زرارة
توفيق زرارة لاعب كرة قدم جزائري ويلعب حاليا لنادي وفاق سطيف. ولد يوم 2 فبراير 1986.

## وصلات خارجية
- توفيق زرارة على موقع الاتحاد الدولي (مؤرشف)  (الإنجليزية)
- توفيق زرارة على موقع رابطة كرة القدم الفرنسية للمحترفين (الإنجليزية)
- توفيق زرارة على موقع قاعدة بيانات كرة القدم.إي يو (الإنجليزية)
- توفيق زرارة على موقع Soccerway.com (الإنجليزية)